# Királyréti Hajtánypálya

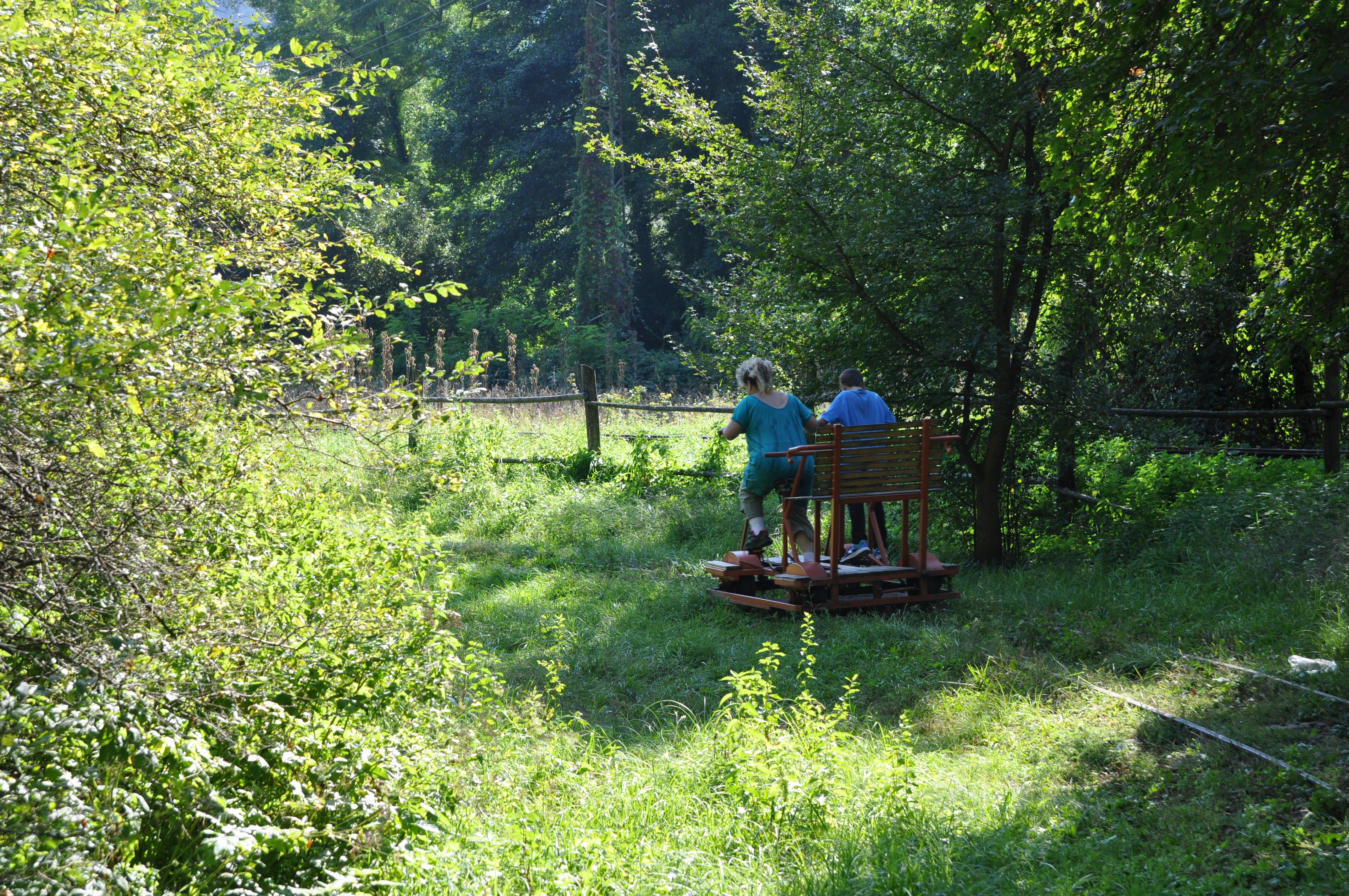
A hajtánypályán egy egyszerű vasúti szerkezettel lehet utazni

A Királyréti Hajtánypálya 2007. május 5-én nyílt meg Magyarországon a Királyréti Erdei Vasút királyréti végállomása mellett. A hajtánypályán egy egyszerű vasúti szerkezet továbbítása által ismerkedhetnek meg az érdeklődők a vasúti járművek közlekedésével.
A létesítmény Kismaros felől a 12 103-as úton, illetve a Királyréti Erdei Vasúton érhető el.

## Hajtány
A hajtány olyan vasúti jármű, amelyet emberi erővel hajtanak meg. A Királyréti Hajtánypályán található járművek a hajtányok nem vasúti járművek, hanem sínbiciklik. Műszaki adatok: szállítható személyek száma: 4 fő, pedálos meghajtás az első két ülésről, hidraulikus tárcsafék rendszer, állítható ülésméret. A fék csak az első tengelyre hat, a hátsó tengely szabadonfutó, fékezetlen. Így a jármű könnyen tud csúszni a sínen. A hajtás viszont csak a hátsó tengelyre hat.

## Hajtánypálya
Kimondottan a hajtányok közlekedésére szánt vidámparki látványosság, amely nem vasúti pálya. Hossza: papíron 750 méter, nyomtávolság 760 mm. Sín: 9-12 kg/m.

## Külső hivatkozások
- https://web.archive.org/web/20100120010624/http://kisvasut-kiralyret.hu/